# Ellie Parker
Pour plus de détails, voir Fiche technique et Distribution.
Ellie Parker est un film américain réalisé par Scott Coffey, sorti en 2005.

## Synopsis
Une jeune actrice australienne essaie de trouver sa place à Hollywood.

## Fiche technique
- Titre : Ellie Parker
- Réalisation : Scott Coffey
- Scénario : Scott Coffey
- Musique : Neil Jackson
- Photographie : Scott Coffey et Blair Mastbaum
- Montage : Matt Chesse et Catherine Hollander
- Production : Scott Coffey et Naomi Watts
- Société de production : Strand Releasing et Kailua Productions
- Société de distribution : Dream Entertainment (États-Unis)
- Pays :  États-Unis
- Genre : Comédie dramatique
- Durée : 95 minutes
- Dates de sortie : 
  -  États-Unis : 11 novembre 2005

## Distribution
- Naomi Watts : Ellie Parker
- Greg Freitas : Rick Saul
- Gaye Pope : Leslie Towne
- Blair Mastbaum : Smash Jackson
- Jessica Vogl : Trixie
- Rebecca Rigg : Sam
- Mark Pellegrino : Justin
- Scott Coffey : Chris

## Accueil
Le film a reçu un accueil mitigé de la critique. Il obtient un score moyen de 51 % sur Metacritic.